# كيريل موروزوف
كيريل موروزوف (11 أبريل 1995 في روسيا - ) هو لاعب كرة قدم روسي في مركز الوسط. لعب مع نادي كراسنودار وFC Krasnodar-2 ‏ وFC Afips Afipsky ‏ وFC Zenit-Izhevsk ‏.

## وصلات خارجية
- كيريل موروزوف على موقع قاعدة بيانات كرة القدم.إي يو (الإنجليزية)
- كيريل موروزوف على موقع Soccerway.com (الإنجليزية)